# Lefkos
Lefkos (griechisch Λευκός (m. sg.) ‚weiß‘) ist ein Weiler mit Küstensiedlung der Ortsgemeinschaft Mesochori im äußersten Westen der griechischen Insel Karpathos. Die ehemalige Außensiedlung Mesochoris besteht heute aus den beiden Siedlungen Lefkós und Káto Lefkós. Obwohl griechische Behörden sie als unabhängige Orte anerkennen, werden sie im alltäglichen Sprachgebrauch gemeinsam als Lefkós bezeichnet; die Küstensiedlung findet sich so auch im Angebot von Reiseveranstaltern.

## Lage

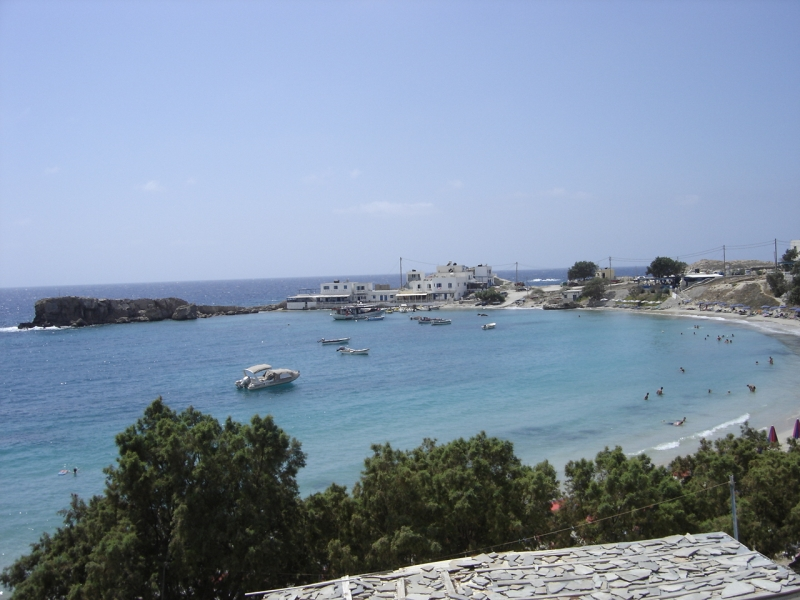
Lefkós

Lefkos liegt fast in der Mitte der Westküste von Karpathos. Die Siedlungen liegen etwa 5 Kilometer südwestlich von Mesochori und 16 Kilometer nordwestlich der Stadt Karpathos. Das eigentliche Lefkós, auch Áno Lefkós (dt. ‚Oberes Lefkos‘) oder Ágios Geórgios genannt, befindet sich an der Abzweigung von der Westküstenstraße nach Káto Lefkós. Die Siedlung Káto Lefkós (dt. ‚Unteres Lefkos‘) liegt etwa 2,5 Kilometer südwestlich direkt am Meer.

## Geschichte
An der Stelle des heutigen Káto Lefkós befand sich im fünften Jahrhundert eine wohlhabende frühbyzantinische Hafenstadt, die bereits seit spätrömischer Zeit existierte und vermutlich wegen Sarazeneneinfällen im siebten Jahrhundert aufgegeben wurde.
Die geographische Lage ermöglichte die Kontrolle der Westküste von Karpathos sowie der östlich angrenzenden Küstenebene, die landeinwärts von einer mehr als 20 Meter hohen Geländekante begrenzt wird. Die Stadt entwickelte sich an drei nach Süden, Westen und Nordwesten ausgerichteten Häfen sowie auf den dazwischen gelegenen Halbinseln. In der dichtbesiedelten Stadt wurden Gewerbeanlagen und Lagerräume mit pithosähnlichen Vorratsgefäßen während kleiner Erkundungsgrabungen durch die 4. Ephorie für Byzantinische und Nachbyzantinische Altertümer in den Jahren 2000 und 2010 nachgewiesen. Zwei frühchristlichen Basiliken in der Umgebung von Káto Lefkós wurden bisher archäologisch untersucht, weitere sind in der näheren Umgebung bekannt. Die bisher geborgenen archäologischen Funde sowie die Anzahl der Basiliken lassen eine wohlhabende Stadt in frühbyzantinischer Zeit vermuten. Um 410 n. Chr. verkehrte die Handelsflotte von Karpathos regelmäßig mit Getreide von Alexandria nach Konstantinopel. Aufgrund mehrerer erhaltener Zisternen auf dem Plateau der nahegelegenen Insel Sokastro wird die Insel heute als Marinestützpunkt angesehen.

### 20. Jahrhundert
Erst zum Ende des 20. Jahrhunderts wurde die Gegend wiederbesiedelt. Káto Lefkós entwickelte sich zu einem bedeutenden Touristenort an der Westküste von Karpathos. Etwa 9 % der Gästebetten der Insel befinden sich im Ort und der näheren Umgebung.
Ein größeres Stück Land entlang der Küste wurde vor Jahren vom griechischen archäologischen Dienst erworben, um es vor der touristischen Entwicklung zu schützen und den ungestörten Standort der frühbyzantinischen Hafenstadt für weitere Ausgrabungen zu erhalten.

## Einwohnerentwicklung
Der kleinere landeinwärts gelegene Ortsteil Lefkós entstand im letzten Viertel des 20. Jahrhunderts und erhielt 1981 die offizielle Anerkennung als Siedlung, Káto Lefkós wurde 1991 offiziell als Siedlung anerkannt. De facto werden beide Siedlungen gemeinsam betrachtet.
| Name                    | griechisch           | Code       | 1981 | 1991 | 2001 | 2011 |
| ----------------------- | -------------------- | ---------- | ---- | ---- | ---- | ---- |
| Lefkos (Agios Georgios) | Λευκός (m. sg.)      | 6201010602 | 065  | 025  | 028  | 057  |
| Kato Lefkos             | Κάτω Λευκός (m. sg.) | 6201010603 |      | 037  | 081  | 089  |
| Lefkos Gesamt           | Lefkos Gesamt        | 62010106   | 65   | 62   | 109  | 146  |

## Sehenswürdigkeiten
Bisher wurde in der Umgebung von Lefkos noch keine systematische archäologische Erforschung durchgeführt, trotzdem sind mehrere Baudenkmäler von der spätrömischen bis in die frühbyzantinische Zeit bekannt. Zum Schutz der Altertümer wurde die Region von Lefkos 1999 weiträumig als archäologische Stätte ausgewiesen, einschließlich der Insel Sokastro.
- Am Strand bei der Anlegestelle befinden sich die Mauerreste einer Apsis der frühchristlichen Basilika Panagia Gialochorafitissas; erbaut vermutlich im 5. Jahrhundert und rund 300 Jahre später von Piraten niedergebrannt. Forscher entdeckten erst in den 1980er-Jahren den Mosaikboden dieser ehemaligen Kirche, welcher weiterhin meist vollständig mit Sand bedeckt ist.[5]

- Leicht erhöht rund 500 m vom Stand entfernt befindet sich eine ehemalige römische Zisterne mit einer Decke aus riesigen Quadersteinen. Stufen führen unter die Oberfläche in einen hohen, mit 13 Säulen gestützten Raum. Die ursprüngliche Nutzung dieses Raumes war lange nicht vollständig geklärt (Grabanlage, Festung, Lagerraum), Archäologen vertreten heute jedoch die Ansicht, dass es sich um eine Zisterne aus römischer Zeit handelt.[6]

- Leicht erhöht rund 500 m vom Stand entfernt befindet sich eine große Höhle. Entstanden ist diese Höhle während der Eiszeit, als Wassermassen das Felsplateau unterspülten. Mit Bruchsteinmauern wurde die Höhle einst in mehrere Räume unterteilt. Archäologische Funde und Mauerreste lassen darauf schließen, dass diese Höhle seit Jahrtausenden bis vor wenigen Jahrzehnten von den Bewohnern genutzt wurde.

- Beim Weiler Agios Georigis (rund 3 km von der Küste westlich in Richtung zum Kali Limni) steht die Kapelle Agios Géorgios tou Lefkoú. Es handelt sich um die einzige unzerstörte Kreuzkuppelkirche auf Karpathos. Die rund 800 Jahre alten Fresken im Innern sind jedoch mit Ausnahme des Kopfes des Heiligen Dimitrios kaum mehr erkennbar. Neben der Kapelle wurden später ein kleines Glockentürmchen und eine Brunnenanlage erbaut.[7]

- Rund 15 Bootsminuten nördlich von Lefkos befindet sich die felsige, unbewohnte Insel Sokastro. Neben einem kleinen Strand sind dort Fundamente, Säulen und Zisternen aus byzantinischer Zeit sowie aus der Zeit der Kreuzfahrer sichtbar.

## Strände

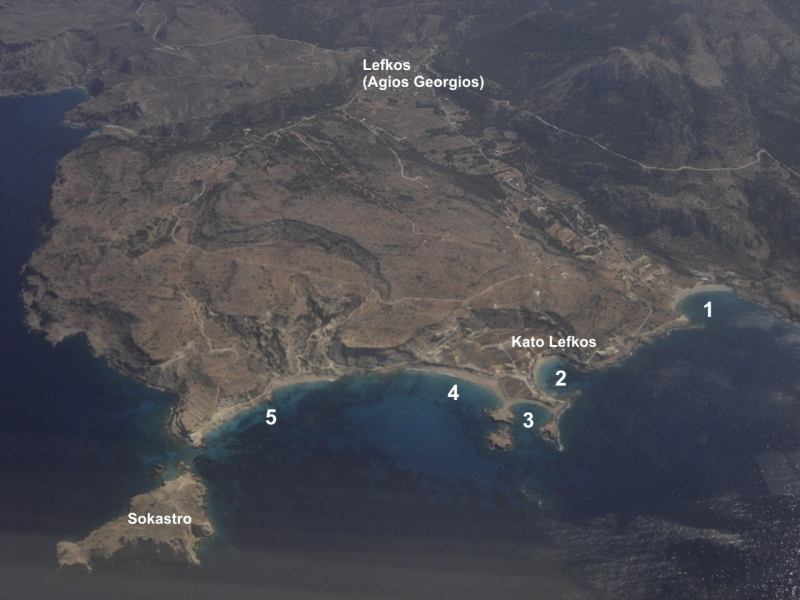
Strände in Lefkos

Lefkos ist bekannt für seine Vielfalt an Badestränden.
- (1) Kieselstrand Potali: Liegt am südlichen Ende der Küste von Lefkos, zwischen den Siedlungen Lefkos (Agios Georgios) und Kato Lefkos.
- (2) Sandstrand Gialou Chorafi (dt.: Steinacker): Auch Limani genannt, da in dieser zentralen Bucht der kleine Fischerhafen liegt. Die Bucht ist durch Molen geschützt, das Wasser seicht, Tamarisken spenden etwas Schatten.
- (3) Bucht Limani Panagia: Erstreckt sich an der Rückseite der Hafenfront, ruhiges Wasser und feiner Sand.
- (4) Bucht Frangolimionas: Weiter Sandstrand mit stärkeren Wellen.
- (5) Bucht Perdikas Potami: Langgezogene Bucht, großteils felsig mit kleinen Sandstränden dazwischen. Zieht sich bis zur Meerenge zur unbewohnten Insel Sokastro.

## Fotogalerie

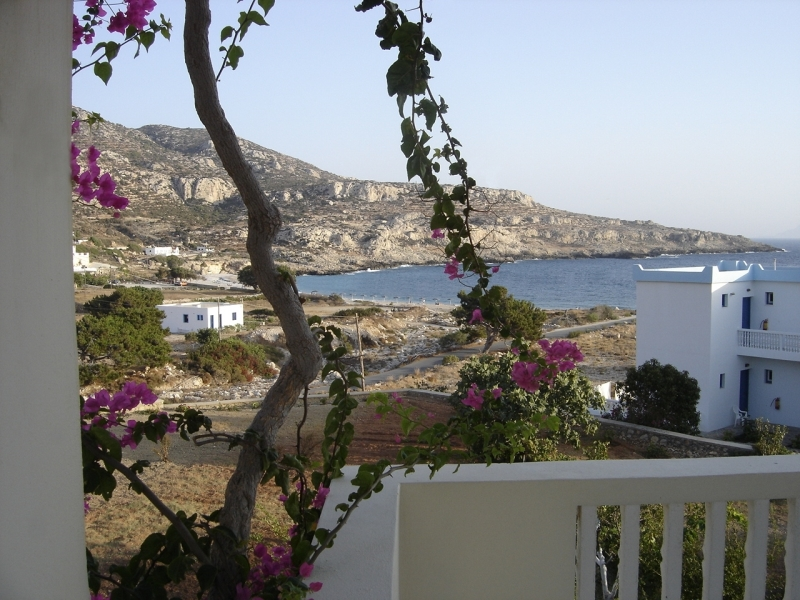
Potali-Bucht im Süden von Lefkós
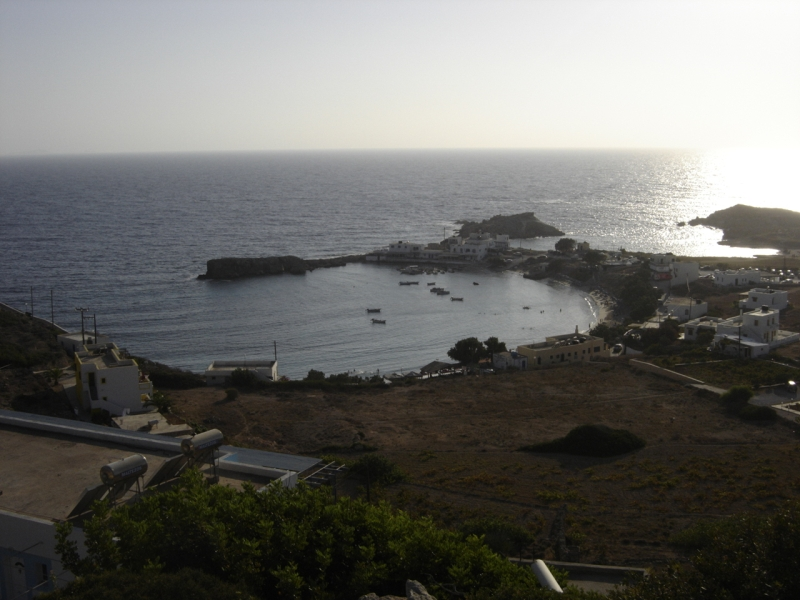
Bucht von Lefkos
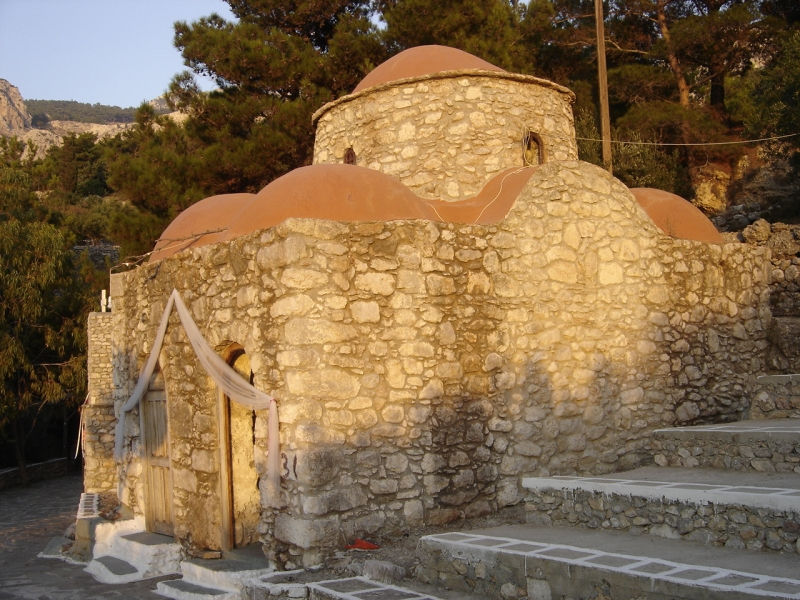
Agios Georgios Kapelle
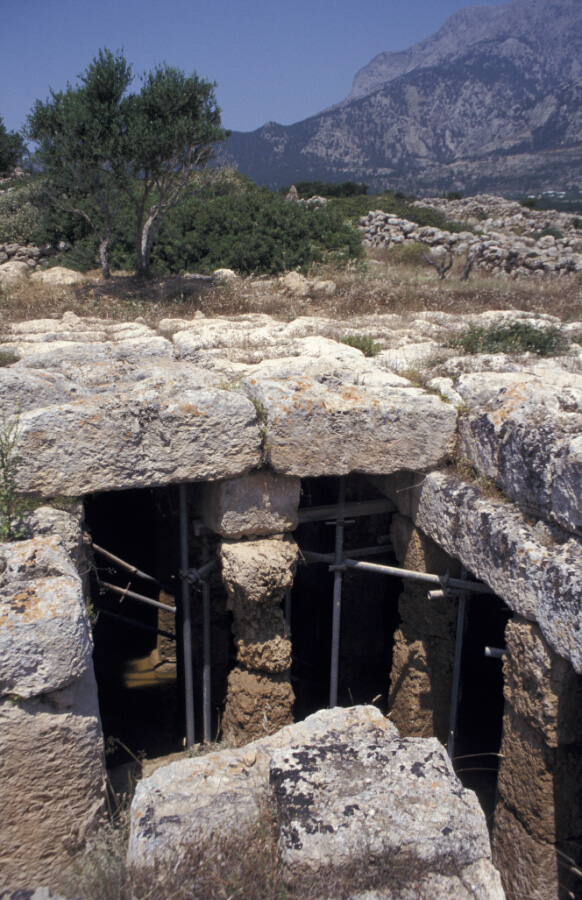
Römische Zisterne bei Lefkos